# Condados de la República de Irlanda
La República de Irlanda para finales de gobierno local está dividida en 34 condados incluyendo las 5 ciudades (boroughs) con estatuto de condado. La mayoría de los condados administrativos corresponden a los límites de los antiguos 26 condados tradicionales. 
Una ley del gobierno local de Irlanda aprobado por el parlamento del Reino Unido en 1898 (Local Government Act 1898 - 61 & 62 Vict. c. 37) fue el marco inicial para el establecimiento de un sistema de gobierno local en Irlanda (similar al que fue creado en Gran Bretaña) y la formación de los condados administrativos y sus estatutos. 
Con la implantación del sistema de condados administrativos, 6 de los 26 condados originales (tradicionales) pasaron a tener más de un área de autoridad local, totalizando 34 condados administrativos, incluyendo las ciudades con estatuto de condado (county-boroughs o county-level authorities). 
Estas fueron las reestructuraciones desde la publicación de la ley:
- 1898: El condado tradicional de Tipperary se dividió en los condados administrativos de Condado de Tipperary Norte y Condado de Tipperary Sul. Las ciudades de Cork, Dublín, Limerick y Waterford se separaran dos condados administrativos del mismo nombre y pasaron a poseer estatuto de condado (county-boroughs);
- 1920: El nombre de los condados de Rey y de Reina (King's County y Queen's County), cambiaron a Offaly y Laois, respectivamente;
- 1985: La ciudad de Galway se separó del condado administrativo del Galway y también pasó a condición de county-borough;
- 1 de enero de 1994: Ocho autoridades regionales fueron estabelecidas. En la misma fecha, el condado tradicional del Dublín se dividió en los condados administrativos de: Dun Laoghaire-Rathdown (capital Dún Laoghaire), Fingal (Swords) y South Dublin (Tallaght).

Con el surgimiento y crecimiento de las ciudades, las fronteras administrativas han sido alteradas con frecuencia para incluir ciudades divididas entre dos condados, enteramente dentro de un mismo condado.
Los nuevos condados administrativos son frecuentemente ignorados (excepto para cuestiones del gobierno local y administrativo), por no ser tradicionales.
| N.º | 26 condados tradicionales (**) | 34 condados administrativos actuales                                                           | Provincia histórica |
| --- | ------------------------------ | ---------------------------------------------------------------------------------------------- | ------------------- |
| 01  | Condado de Dublín              | Ciudad de Dublín (*) Condado de Dun Laoghaire-Rathdown Condado de Fingal Condado de Dublín Sur | Leinster            |
| 02  | Condado de Wicklow             | Condado de Wicklow                                                                             | Leinster            |
| 03  | Condado de Wexford             | Condado de Wexford                                                                             | Leinster            |
| 04  | Condado de Carlow              | Condado de Carlow                                                                              | Leinster            |
| 05  | Condado de Kildare             | Condado de Kildare                                                                             | Leinster            |
| 06  | Condado de Meath               | Condado de Meath                                                                               | Leinster            |
| 07  | Condado de Louth               | Condado de Louth                                                                               | Leinster            |
| 08  | Condado de Monaghan            | Condado de Monaghan                                                                            | Úlster              |
| 09  | Condado de Cavan               | Condado de Cavan                                                                               | Úlster              |
| 10  | Condado de Longford            | Condado de Longford                                                                            | Leinster            |
| 11  | Condado de Westmeath           | Condado de Westmeath                                                                           | Leinster            |
| 12  | Condado de Offaly              | Condado de Offaly                                                                              | Leinster            |
| 13  | Condado de Laois               | Condado de Laois                                                                               | Leinster            |
| 14  | Condado de Kilkenny            | Condado de Kilkenny                                                                            | Leinster            |
| 15  | Condado de Waterford           | Condado de Waterford Ciudad de Waterford(*)                                                    | Munster             |
| 16  | Condado de Cork                | Condado de Cork Ciudad de Cork(*)                                                              | Munster             |
| 17  | Condado de Kerry               | Condado de Kerry                                                                               | Munster             |
| 18  | Condado de Limerick            | Condado de Limerick Ciudad de Limerick(*)                                                      | Munster             |
| 19  | Condado de Tipperary           | Condado de Tipperary Norte Condado de Tipperary Sur                                            | Munster             |
| 20  | Condado de Clare               | Condado de Clare                                                                               | Munster             |
| 21  | Condado de Galway              | Condado de Galway Ciudad de Galway(*)                                                          | Connacht            |
| 22  | Condado de Mayo                | Condado de Mayo                                                                                | Connacht            |
| 23  | Condado de Roscommon           | Condado de Roscommon                                                                           | Connacht            |
| 24  | Condado de Sligo               | Condado de Sligo                                                                               | Connacht            |
| 25  | Condado de Leitrim             | Condado de Leitrim                                                                             | Connacht            |
| 26  | Condado de Donegal             | Condado de Donegal                                                                             | Úlster              |

Condados tradicionales de la República de Irlanda.

- (*) Ciudades con estatuto de condado (county-boroughs o county-level authorities).
- (**) Existen así 6 condados tradicionales en las provincia de Ulster, que hoy forman la Irlanda del Norte.

Los estatutos de los círculos electorales para el Dáil Éireann requieren que estos sigan los límites de los condados en la medida de lo posible. Consecuentemente, los condados con mayor población tienen más que un círculo electoral (por ejemplo, Limerick Leste/Oeste) y algunos círculos consisten un más de un condado (por ejemplo, Sligo-Leitrim), pero en la mayoría de los casos no son atravesadas fronteras de condados. Algunos, entretanto, fueron reestructurados, como en los casos del condado de Dublín, fragmentado en tres nuevos consejos en la década de 1990, y el condado de Tipperary, que fueron dos condados separados desde la década de 1890. Hoy, son un total de 29 condados administrativos y 5 ciudades. Las cinco ciudades - Dublín, Cork, Galway, Limerick y Waterford - son administradas separadamente del resto de sus respectivos condados. Tiene cinco boroughs - Clonmel, Drogheda, Kilkenny, Sligo y Wexford - que tienen alguna autonomía en el interior do sus condados.